# こんだ薬師温泉

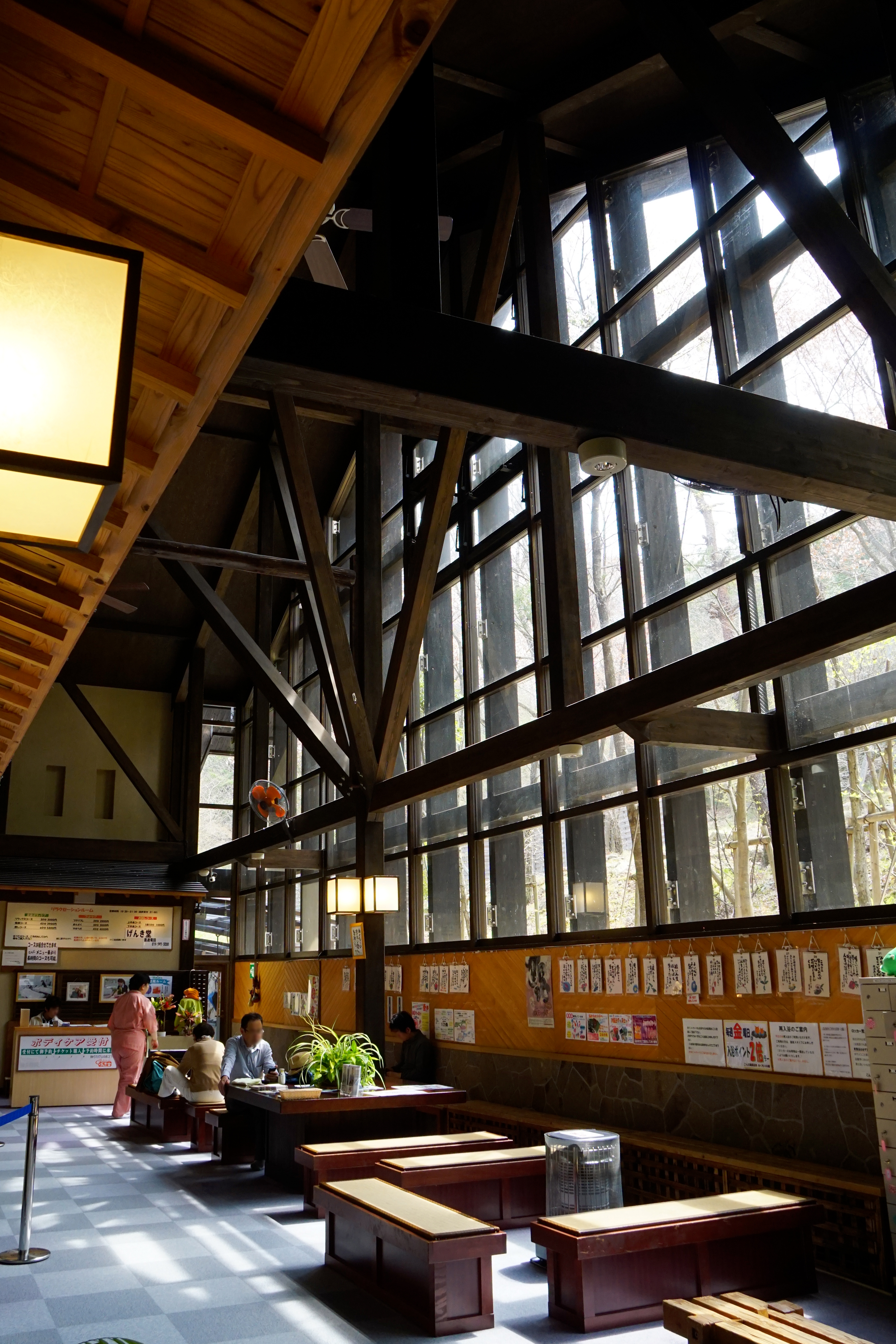
浴場ロビー

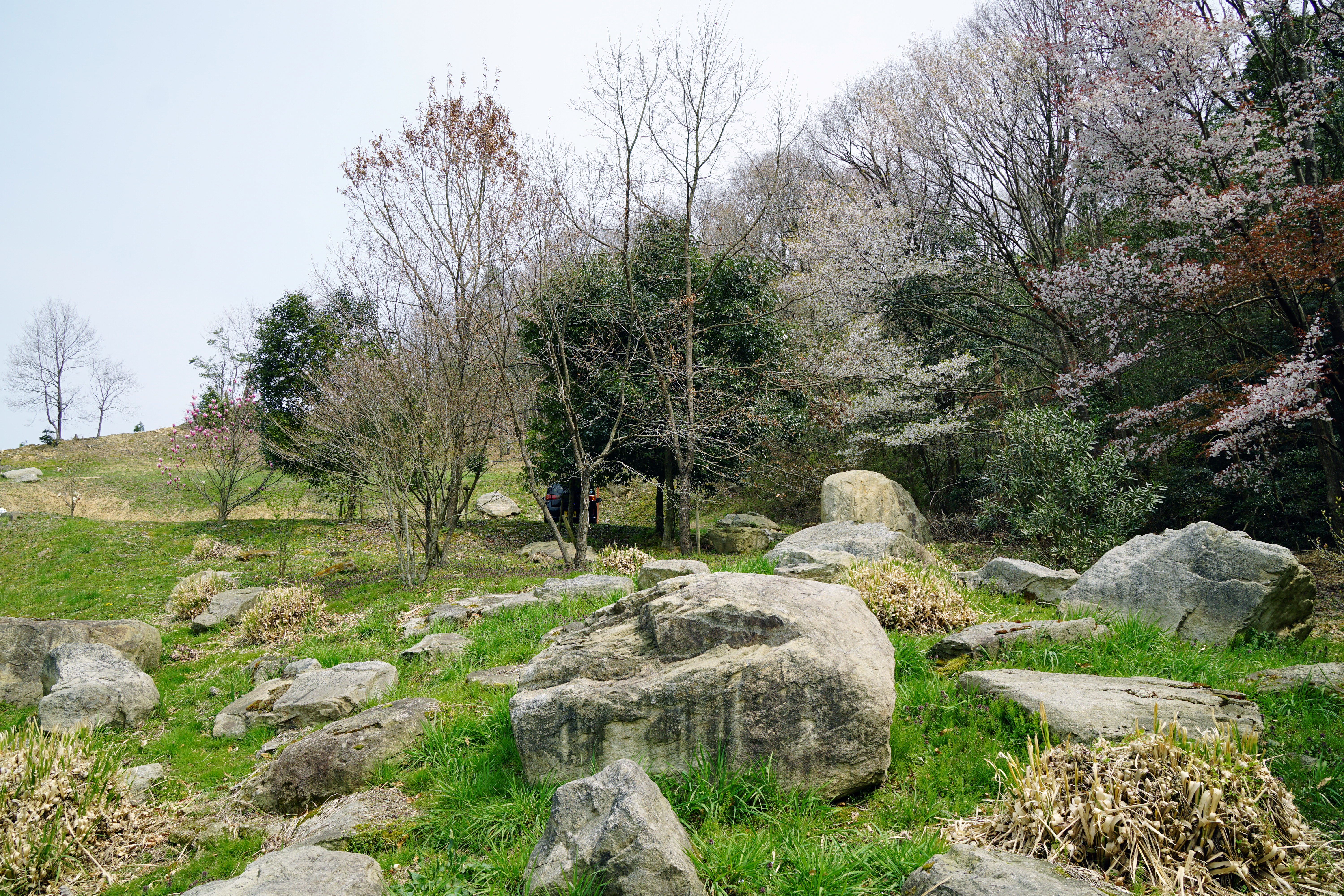
ぬくもりの郷庭園

こんだ薬師温泉（こんだやくしおんせん）は、兵庫県丹波篠山市今田町にある公共施設の温泉。温泉施設運営やレストラン運営などは、指定管理業者（第三セクター）に委託している。

## 泉質
- 含弱放射能 - ナトリウム・カルシウム - 塩化物泉
  - 湧出量：毎分615リットル

## 温泉地
日帰り入浴施設のみ。豊富な湯量を誇る。日本六古窯として有名な丹波立杭焼を湯舟、露天風呂、床に使用した「丹波焼陶板風呂」と、地元産丹波石をふんだんに使った「丹波石風呂」の2つの浴場があり、週毎に男湯と女湯が入れ替わる。施設では掛け流しが実施されている。
温泉スタンド（有料）が存在したが2017年3月に廃止されている。また、近くに農業公園も併設されている。

## 歴史
1995年、旧多紀郡今田町によって地域振興のための温泉掘削計画がたてられ、1999年に地下1300mまでボーリングを実施して出湯した。
薬師温泉の名は、温泉の沸いた場所に近い、地元の小高い山の頂上に薬師如来が祀られており、古来より地元住民によって守られてきたことに由来する。

## 周辺情報
- 清水寺 (加東市)
- 兵庫陶芸美術館
- 丹波伝統工芸公園
  - 立杭陶の郷
- 丹波ふるさと体験館「崑の村」

## アクセス
- 鉄道 : 西日本旅客鉄道福知山線古市駅よりタクシーで10分、相野駅よりウイング神姫（旧神姫グリーンバス）で20分「こんだ薬師温泉」下車（1日3往復）
- 自家用車 ：舞鶴若狭自動車道、三田西インターチェンジより約20分、丹南篠山口インターチェンジより約20分